# 乒乓球拍

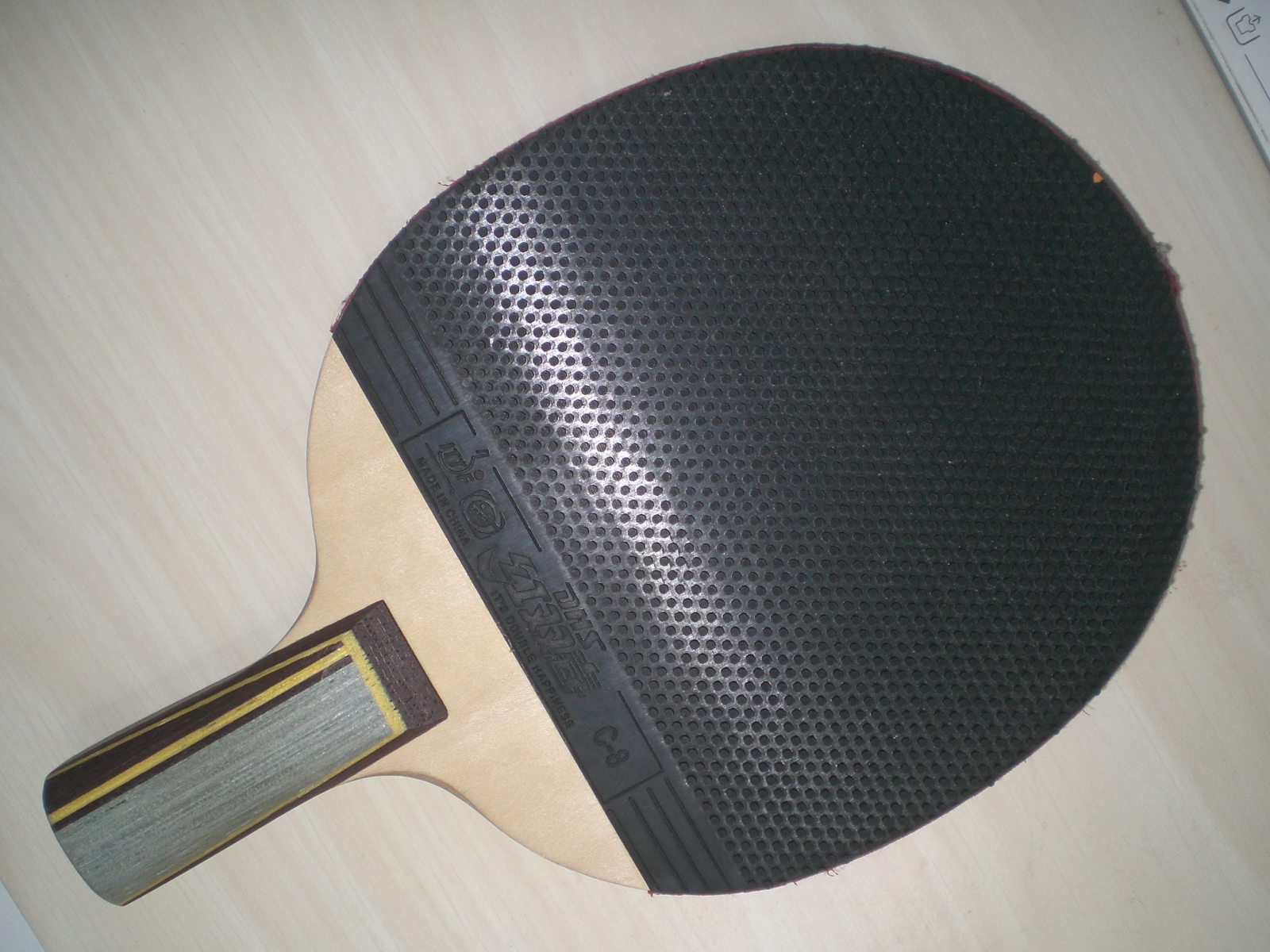

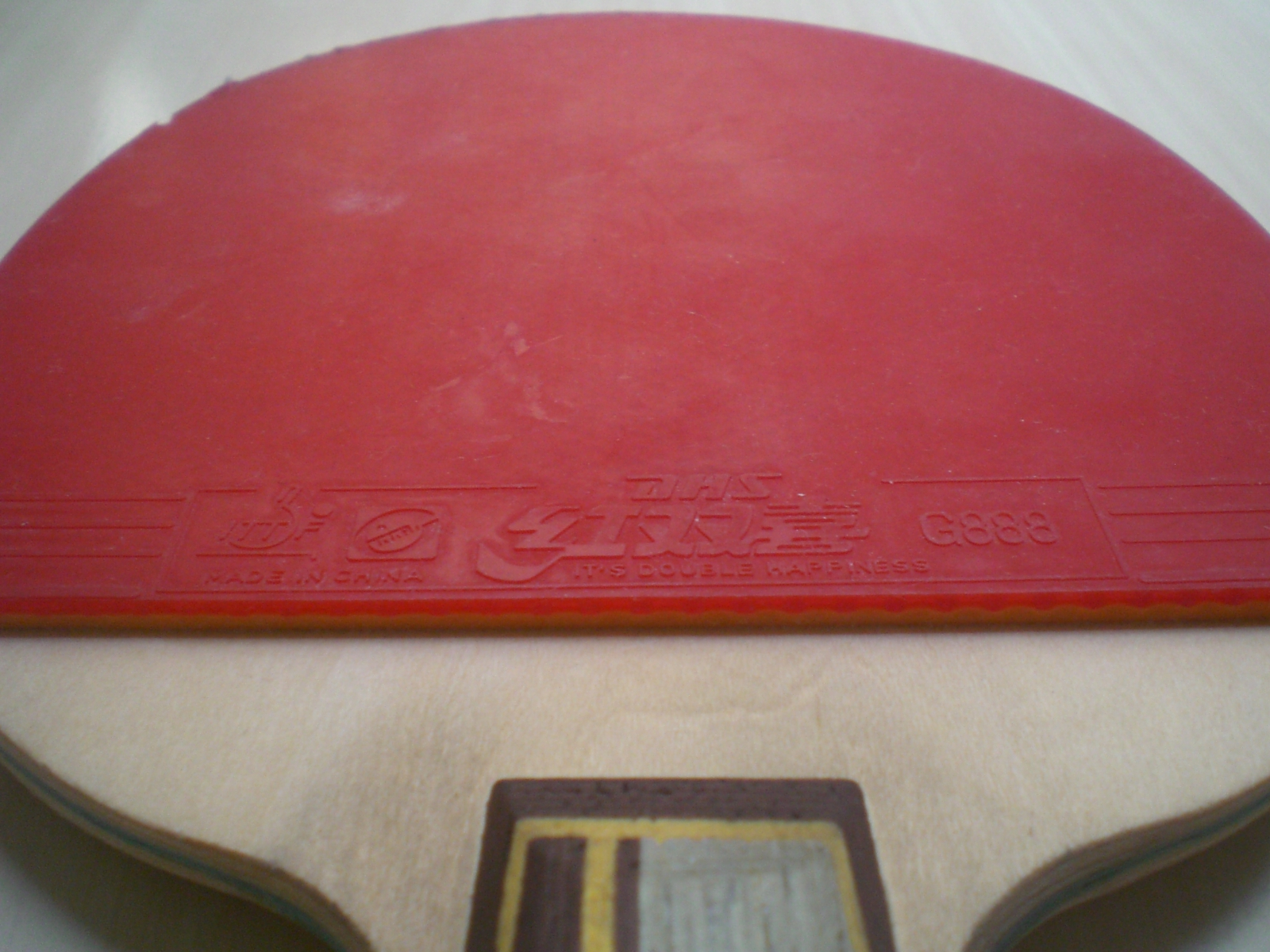

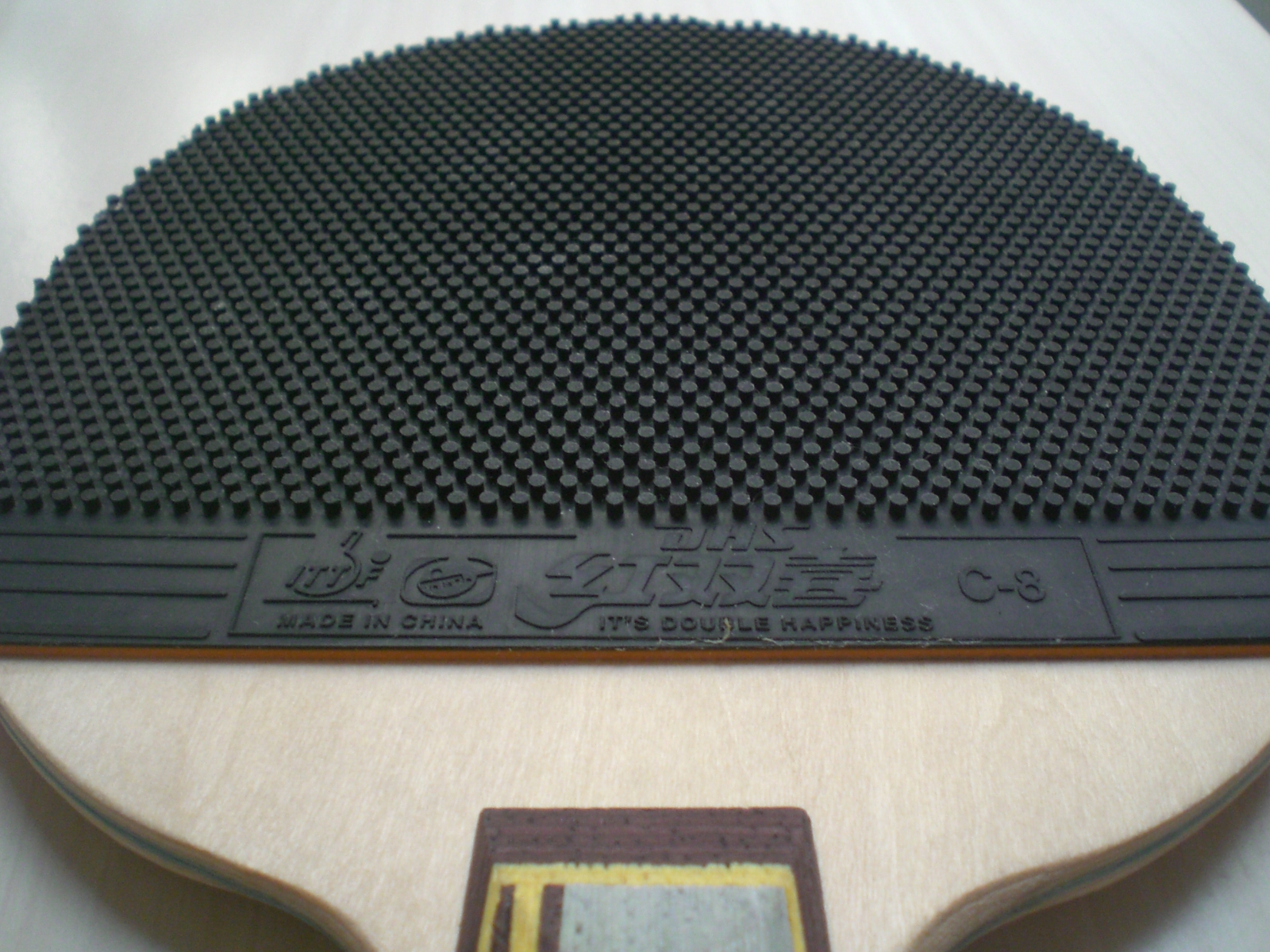

乒乓球拍是乒乓球运动中进行击球的球拍。乒乓球拍由胶皮、海绵、底板组成，但也有某些球拍是没有海绵的。

## 发展历史
普遍认为，现代乒乓球运动发源于19世纪末的英国。当时，英国人用羊皮纸作球拍，以软木塞等物作球，在餐桌上以网球的形式游戏。最初普及的乒乓球拍仅是一块木板。随工业技术发展，羊皮成为了球拍覆盖物以增加摩擦，后来便出现了带有胶粒的橡胶薄膜代替羊皮。50年代初，日本人率先在胶皮与底板之间加入了海绵层，大大增加了球拍的弹性还有“吃球”的性能。从这种意义上，现代乒乓球在海绵胶皮发明以后才真正成型。
在此后的几十年中，乒乓球拍的结构再也没有发生特别的变化，但器材制作技术还在不断革新中。科技的发展在器材的工艺上获得广泛应用，例如底板从单块木板发展到夹层木板，再发展到在纤维管中加入金属，或加入碳作夹层，甚至还有紫外线处理和水晶面处理等技术；海绵和胶皮也从以前的两片分开逐渐演化为粘合后再出厂的套胶，并成功使用了等离子技术和纳米技术等。
乒乓球器材仍然不断地适应着现代乒乓球的发展而更新，除了为迎合不同打法的运动员制作了進攻板、全面板、防守板等，还能为著名的选手制作个人专用球拍。也为“小球变大球”等变化而改变球拍的制作。